# Kuřimany
Kuřimany (en allemand : Kurschiman) est une commune du district de Strakonice, dans la région de Bohême-du-Sud, en République tchèque. Comptant 37 habitants en 2020.

## Géographie
Kuřimany se trouve à 8 km au sud-est du centre de Strakonice, à 46 km au nord-ouest de České Budějovice et à 103 km au sud-sud-ouest de Prague.
La commune est limitée par Miloňovice au nord-ouest, Třešovice au nord-est, par Paračov et Skály à l'est, par Litochovice au sud, et par Milejovice et Miloňovice à l'ouest.

## Histoire
La première mention écrite du village date de 1327.